# Kasaragod
Kasaragod è una suddivisione dell'India, classificata come municipality, di 52.683 abitanti, capoluogo del distretto di Kasaragod, nello stato federato del Kerala. In base al numero di abitanti la città rientra nella classe II (da 50.000 a 99.999 persone).

## Geografia fisica
La città è situata a 12° 30' 0 N e 75° 0' 0 E e ha un'altitudine di 18 m s.l.m..

## Società

### Evoluzione demografica
Al censimento del 2001 la popolazione di Kasaragod assommava a 52.683 persone, delle quali 25.698 maschi e 26.985 femmine. I bambini di età inferiore o uguale ai sei anni assommavano a 6.787, dei quali 3.466 maschi e 3.321 femmine. Infine, coloro che erano in grado di saper almeno leggere e scrivere erano 41.618, dei quali 20.994 maschi e 20.624 femmine.